# لسه اوشن
لسه اوشن (انگلیسی: Lasse Ottesen؛ زادهٔ ۸ آوریل ۱۹۷۴) اسکی‌باز پرش اهل نروژ است.